# 法難
法難（ほうなん）とは、仏教（宗教）が主張する災難・難儀についての事象のことである。仏教側による視点の用語であるが、対しては廃仏という用語がある。

## 中国での法難
中国で代表的な法難は、北魏の太武帝、北周の武帝、唐の武宗、後周の世宗が行った4回の廃仏政策である。その廟号や諡号をとって三武一宗の法難と総称している。

## 朝鮮（韓国）での法難
韓国では、李朝時代に初代国王李成桂以降数代の国王による崇儒廃仏と呼ばれる大規模な法難が起きている。儒教を保護するというだけでなく、前代の政権高麗が仏教国だったので、その残り香を消すことも理由と言われている。

## 日本での法難
- 平安時代、平氏による南都焼討。
- 鎌倉時代、鎌倉新仏教のなかの浄土宗が受けた承元の法難。
- 鎌倉時代、同じく日蓮が受けた四大法難。
- 戦国時代、比叡山延暦寺・六角氏による日蓮宗二十一本山焼き討ち（天文法難）
- 戦国時代、東大寺大仏殿の戦い。
- 戦国時代、織田信長による比叡山焼き討ち。
- 明治新政府の神仏分離政策によって起こった廃仏毀釈運動。